# Lev Szemjonovics Vigotszkij
Lev Szemjonovics Vigotszkij (eredeti nyelven: Лев Семёнович Выго́тский; Orsa, 1896. november 17. – Moszkva, 1934. június 11.) gazdag életműve az orosz-szovjet pszichológia központi mozzanata. Húszéves kora táján máig maradandót alkotott az irodalomtudományban. Tudományos munkásságát a könnyed, szárnyaló alkotás jellemzi. Számos területen könnyedén hozza létre a máig érvényes alapokat; a kulturális megközelítés kiemelkedő elméletalkotója volt, illetve módszereket dolgozott ki a naturális és kulturális szembeállítás alátámasztására. Rövid életet élt, kiemelkedő szakmai munkássága ellenére méltatlan körülmények között. Stephen Toulmin 20. századi tudományfilozófus és tudománytörténész Vigotszkijt „a pszichológia Mozártjaként” emlegeti.

## Életpálya
Vigotszkij zsidó származású, világviszonylatban is elismert, a 20. század közepe táján mintegy újra felfedezett fehérorosz pszichológus volt, aki tudományos munkásságával számos értékes pedagógiai elgondolást is ihletett. Mozarthoz hasonlóan Vigotszkijt is vidéki csodagyereknek tartották. Moszkvában jogot hallgatott, de igazán a humán területek iránt érdeklődött. Közben filozófiát olvasott, kritikákat és műelemző munkákat írt. Utóbbiakat szülővárosába, Gomelbe visszatérve rendszerezte, de csak posztumusz jelentek meg.
Miután 1917-ben befejezte jogi és irodalmi tanulmányait az egyetemen, rövid ideig pszichológiát és irodalmat tanított. Egy pszichológiai témájú dolgozatával hívta fel magára a figyelmet 1924-ben, ez után a moszkvai egyetem pszichológiai intézetében kutatóként alkalmazták. Doktori témáját a művészetpszichológia területén végzett kutatásaiból merítette, amelyet 1925-ben disszertációként megvédett Művészetpszichológia címmel. A munka a kezdődő szovjet-orosz irodalomtudomány közegében keletkezett: referencia-rendszerébe a klasszikus esztétika mellett a marxizmus, és az orosz formalizmus is megjelent.
Vigotszkij intézményi kisugárzása is nagy volt; a Moszkvai Egyetemen és a Kommunista Nevelés Akadémiáján is tanított, valamint megalapította a Kísérleti Defektológiai Intézetet. Az elmélyült elméleti munka mellett gyakorlati pszichológus is volt. Vigotszkij sikerének – s egyben az irigyek általi elbukásának – tényezője az is, hogy az elméletet szervesen tudta a tényleges kutatásokhoz kapcsolni. Ígéretes kutatási pályafutásának tüdőbaj által okozott korai halála vetett végett. Munkásságának tudományos jelentősége csak halála után tisztulhatott le és válhatott ismertté.

## Munkássága
Vigotszkij az úgynevezett második marxista hullám képviselője volt, mint Szergej Leonyidovics Rubinstejn. A gyakorlati pszichológiát, mégpedig a pszichotechnikai munkalélektant állították előtérbe. A modern pszichológia válsága kiütközik: a viselkedéselméletek kizárják a tudatot, míg a szellemtudományos pszichológiák szellemé teszik. Vigotszkij viszont úgy gondolta, hogy az igazság a középúton található meg, hiszen az embernek van természetileg adott, és tudományosan értelmezhető lelki jelensége is. Ez csak egyfajta naturális alapot biztosít. Az ilyen alacsonyabb lelki jelenségekre épülnek rá a magasabb pszichikus funkciók. Ezek viszont történelmi eredetűek, és a környezettel történő interakciók során jönnek létre. Szerinte a pszichológiában döntő szerepe van az eszköznek és a jelnek. A magasabb pszichikus funkciók is eszközöket iktatnak be a természetes szerveződésbe; ilyen eszköz a jel. Az emlékezés is akkor válik logikus dologgá, ha az adott eseményeket vagy tárgyakat megnevezzük, majd belsővé tesszük, elraktározzuk őket.
Tehát, a gondolkodás is eredetileg emberek közötti folyamat volt. Gyakorlati következmény: a fejlődés általában nem tekinthető pusztán önfejlődésnek, mivel a legspontánabb formában is kulturális fejlődés, a kultúra belsővé tétele. Tehát az emberi fejlődés szokványos menete megkívánja a nevelést.

## Kulturális megközelítés
A kulturális megközelítés hívei – így Vigotszkij is – azt vallják, hogy az ember fejlődése során a biológiai és a tapasztalati tényezők befolyásolják egymást, és a konstruktivista elképzeléshez hasonlóan úgy gondolják, hogy a gyermekek saját maguk indukálják fejlődésüket a világban való aktív részvétel által. De a fejlődésben egy harmadik erőnek, a kultúrának is beavatkozó szerepet tulajdonítanak. Tehát, Vigotszkij elképzelése alapján az öröklés és a környezet nincs közvetlen kapcsolatban, a kultúra „játssza” a közvetítő szerepet. A kultúra az emberek által a történelem során felhalmozott tudás, amely a nyelvben kódolódik és az egyik generáció adja át a másiknak. A kulturális megközelítés nyitottabb arra a gondolatra, hogy a gyermek által átélt fejlődési változások sorrendje vagy akár az egyes szakaszok léte vagy nemléte is kulturális és történelmi körülményektől függhet.
Vigotszkij nevéhez köthető a nyelv és a gondolkodás kulturális megközelítésének kidolgozása. A gyermekek fejlődése mindvégig a felnőttek által konstruált környezetben zajlik, így nyelvi tapasztalataik szociális jellegűek. Minden pszichológiai funkció először olyan interakciókban bukkan fel, amelyek támogatják erőfeszítéseiket, majd ezek átvétele formálja a gyermek egyéni képességeit. A nyelv esetében a kezdetben a kommunikatív megnyilvánulások egyfajta belső beszéd felé haladnak, amelyek a gondolkodáshoz fűződő szoros kapcsolatára utal. Vigotszkij úgy gondolta, hogy a nyelv és s gondolkodás kapcsolata is egyfajta fejlődésen megy keresztül. Az első két évben a nyelv és a gondolkodás párhuzamosan fejlődnek, viszonylag független utakon, majd kétéves kor körül összekapcsolódnak. Ezáltal megváltozik a nyelv és a gondolkodás természete is, és csak az emberekre jellemzően, az előbbi intellektussá, míg utóbbi verbálissá válik. Tehát, a nyelv teszi lehetővé, hogy a gondolkodás egyszerre egyéni és társas legyen.

## Vigotszkij és Piaget
Jean Piaget a fejlődést, mint az egyén belső konstrukcióját a környezet tárgyaival való interakciója alapján írja le, Vigotszkij a szociális interakciók szerepét emeli ki a fejlődésben. Az egyén a gyermek és a felnőtt interaktív kontextusában formálódik. A felnőtt személy egy olyan környezetet biztosít, amelyben a gyermek tevékenykedhet a jobb megértés céljából. Vigotszkij koncepciójában a kognitív fejlődés egy állandó mozgásban lévő kettős, belső és külső fejlődés, a szociálistól az egyéni fele és nem fordítva. A legjobb példa ilyen tekintetben a nyelv. Először, mint kommunikációs eszköz jelenik meg környezettel folytatott interakciókban, és ezután belső nyelvvé alakul. Tehát, a fejlődés Vigotszkij szerint egy szociális konstrukció, amely Piaget elméletéhez képest, egy fordított fejlődési irányt mutat. Piaget koncepciójában a tanulási képességek az egyén fejlettségi szintjétől függnek, azaz a kognitív fejlődés kondicionálja a tanulást. Vigotszkij egy fordított okozati kapcsolatot feltételez: „a tanulás átalakulhat fejlődéssé; a fejlődés folyamatai nem egyeznek a tanuláséival, de követi az előbbit, megalkotva az úgynevezett legközelebbi fejlődési zónát.” Felhívja a figyelmet egy fontos tényre: egy gyermek tanulási képességeit nem szabad összetéveszteni a kognitív fejlettségi szintjével. Mindig létezni fog egy “potenciális fejlődési tér”, amelyben az egyéni képességek meghaladhatók, ha néhány feltételt biztosítunk. Az utánzásnak köszönhetően, egy felnőtt által irányított kollektív tevékenységben, a gyermek képes lesz nagyobb teljesítményre, mint amilyenre önállóan képes lenne. Ez a szociális interakcióban megmutatkozó tanulási potenciál Vigotszkij elméletének leglényegesebb koncepciója, a legközelebbi fejlődési zóna. A legközelebbi fejlődési zóna képviseli a gyermek aktuális fejlődési szintje és a potenciális fejlődési szint közötti távolságot. A legközelebbi fejlődési zóna segít nekünk megismerni a gyermek elkövetkező lépéseit, fejlődésének dinamikáját, figyelembe véve nemcsak az addig elért képességeket, hanem a folyamatban lévőket is. Vigotszkij számára a tanulás megelőzi a fejlődést, míg a legközelebbi fejlődési zóna biztosítja a köztük lévő kapcsolatot.

## Hatása
A fejlődésgondolat a Vigotszkij iskolában halála után is vezérelv marad. Munkatársai nehéz körülmények között is folytatják a csak évtizedek múlva napvilágra kerülő munkát. Leontyjev a gyermeki fejlődés egy olyan modelljét dolgozza ki, amely domináns tevékenységformákon alapul (játék, tanulás, munka). A Vigotszkij-iskola képviselői a későbbiekben az interiorizációs felfogásban a kommunikáció mellett egyre jobban feltárják a tárgyi tevékenység szerepét is.

## Művei (válogatás)
- Vigotski, L. S. (1971). Opere psihologice alese. Vol. 1. Bucureşti: EDP
- Vigotski, L. S. (1972). Opere psihologice alese. Vol. 2. Bucureşti: EDP

### Magyarul
- Gondolkodás és beszéd; ford. Páll Erna, Tóth Tiborné, átdolg. Baik Éva; Akadémiai, Bp., 1967
- Művészetpszichológia; bev. A. N. Leontyev, szerk., jegyz. V. V. Ivanov, ford. Csibra István; Kossuth, Bp., 1968
- A magasabb pszichikus funkciók fejlődése; ford. Ujhelyi Gabriella; Gondolat, Bp., 1971
- Vigotszkij, L. Sz. (1983). Jegyzetkivonatok, melyeket az óvodás korú gyermekek pszichológiájáról szóló előadásaihoz készített. In: Elkonyin, D. B. (Ed.): A gyermeki játék pszichológiája (pp. 535–547). Budapest: Gondolat Kiadó.
- A defektológia alapjai; előszó Mihály Ottó, mutatók, bibliográfia Sarlós Gézáné, ford. Kovács Éva, Horváth Katalin, Erdősné Gábor Éva; Tankönyvkiadó, Bp., 1987
- Gondolkodás és beszéd; ford. Páll Erna, Tóth Tiborné, átdolg. Baik Éva; Trezor, Bp., 2000